# Georges Sérès jr.
Georges Sérès jr. (* 17. Januar 1918 in Paris; † 25. Juni 1983 in Boulogne-Billancourt) war ein französischer Radrennfahrer.
Schon vor dem Zweiten Weltkrieg war Georges Sérès als Berufssportler tätig, seine Erfolge feierte er jedoch erst nach dem Krieg. 1950 wurde er zweifacher französischer Meister der Profi-Steher (es wurden zwei Meisterschaften ausgetragen). Bei den Bahnweltmeisterschaften im selben Jahr in Rocourt belegte er Rang drei.
Georges Sérès jr. war der Sohn von Georges Sérès sr., der 1920 Weltmeister der Profi-Steher wurde sowie fünfmal französischer Meister in dieser Disziplin.